# Magnolia mannii
Magnolia mannii este o specie de plante din genul Magnolia, familia Magnoliaceae. A fost descrisă pentru prima dată de George King, și a primit numele actual de la Richard B. Figlar.
Este endemică în Assam. Conform Catalogue of Life specia Magnolia mannii nu are subspecii cunoscute.